# Italo Gardoni
Italo Gardoni (Parma, 12 de març de 1821 - Paris, 26 de març de 1882) va ser un famós tenore di grazia italià, que va gaudir d'una important carrera internacional a mitjan segle XIX. Juntament amb Giovanni Mario, Gaetano Fraschini, Enrico Tamberlick i Antonio Giuglini, va ser un dels més famosos tenors italians de la seva època.
No tenia una veu molt gran, però si excepcionalment dolça i neta, sense cap vibrato. Cantava els passatges lligats amb gran suavitat, però era capaç d'afrontar els passatges florits amb estil i considerable agilitat.
Va estudiar amb Antonio de Cesari en Parma, i el seu debut va tenir lloc en 1840 en Viadana, en el paper protagonista de Roberto Devereux. Després va cantar a Torí i Berlín el Rodrigo de l'Otello de Rossini, al costat de Giovanni Battista Rubini. Va continuar la seva carrera a París, col·laborant particularment amb el compositor Michael Balfe, del que va estrenar alguns papers. En 1847 va ser contractat pel Her Majesty's Theatre de Londres, on va cantar al Covent Garden de forma regular fins a 1874, convertint-se en un dels cantants més benvolguts pel públic londinenc. Allí va destacar particularment com a parella artística de Jenny Lind. En la seva primera temporada en el teatre londinenc, va estrenar, en el paper de Carlo, I masnadieri, de Verdi.
En 1850 va participar, al costat de Marietta Alboni i Erminia Frezzolini, en la inauguració del Teatre Real de Madrid, amb La favorita.